# Římskokatolická farnost – arciděkanství Horní Police
Římskokatolická farnost – arciděkanství Horní Police (lat. Policium) je církevní správní jednotka sdružující římské katolíky na území obce Horní Police a jejím okolí. Organizačně spadá do českolipského vikariátu, který je jedním z 10 vikariátů litoměřické diecéze.

## Poutní místo

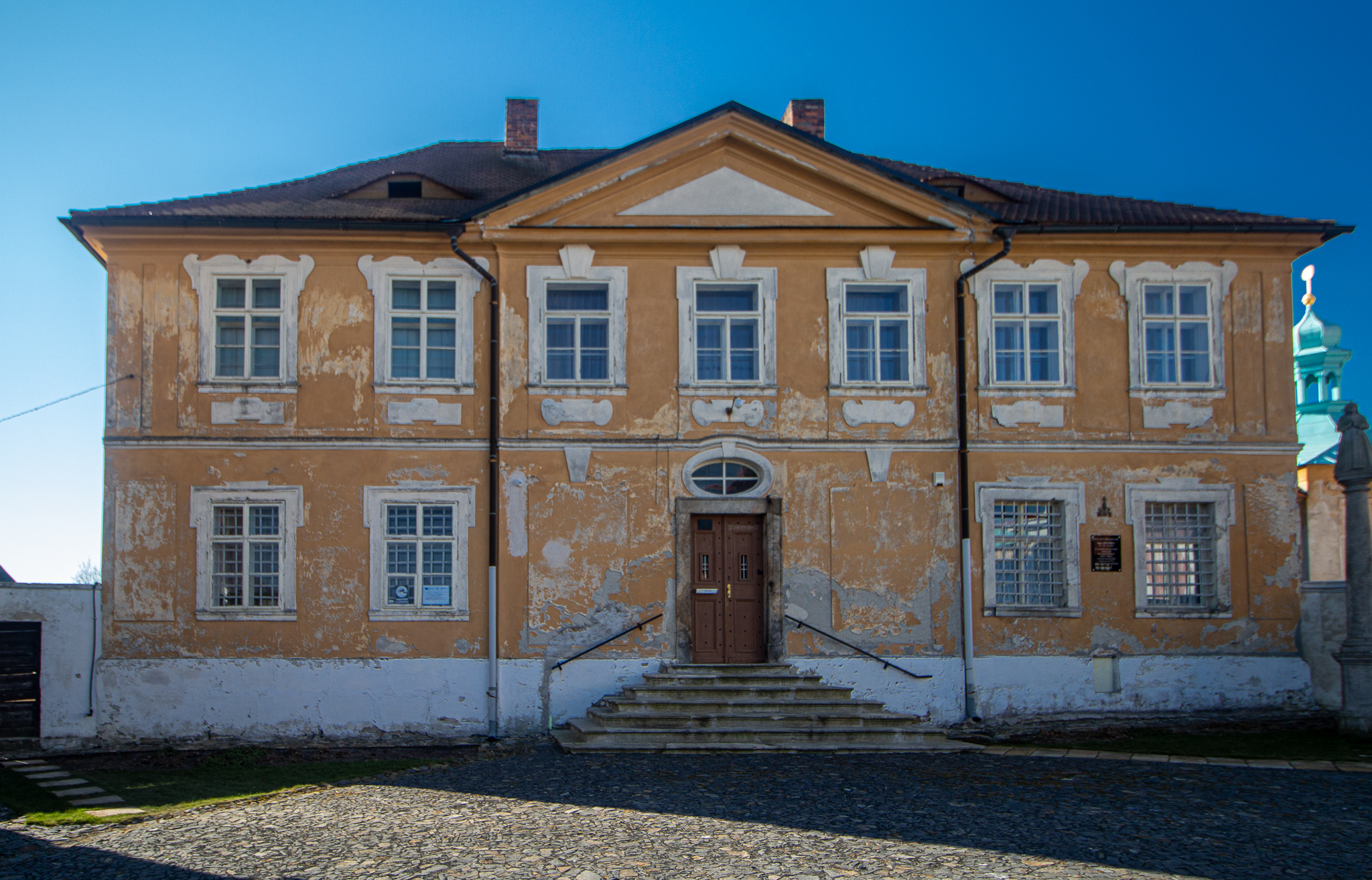
Budova arciděkanství

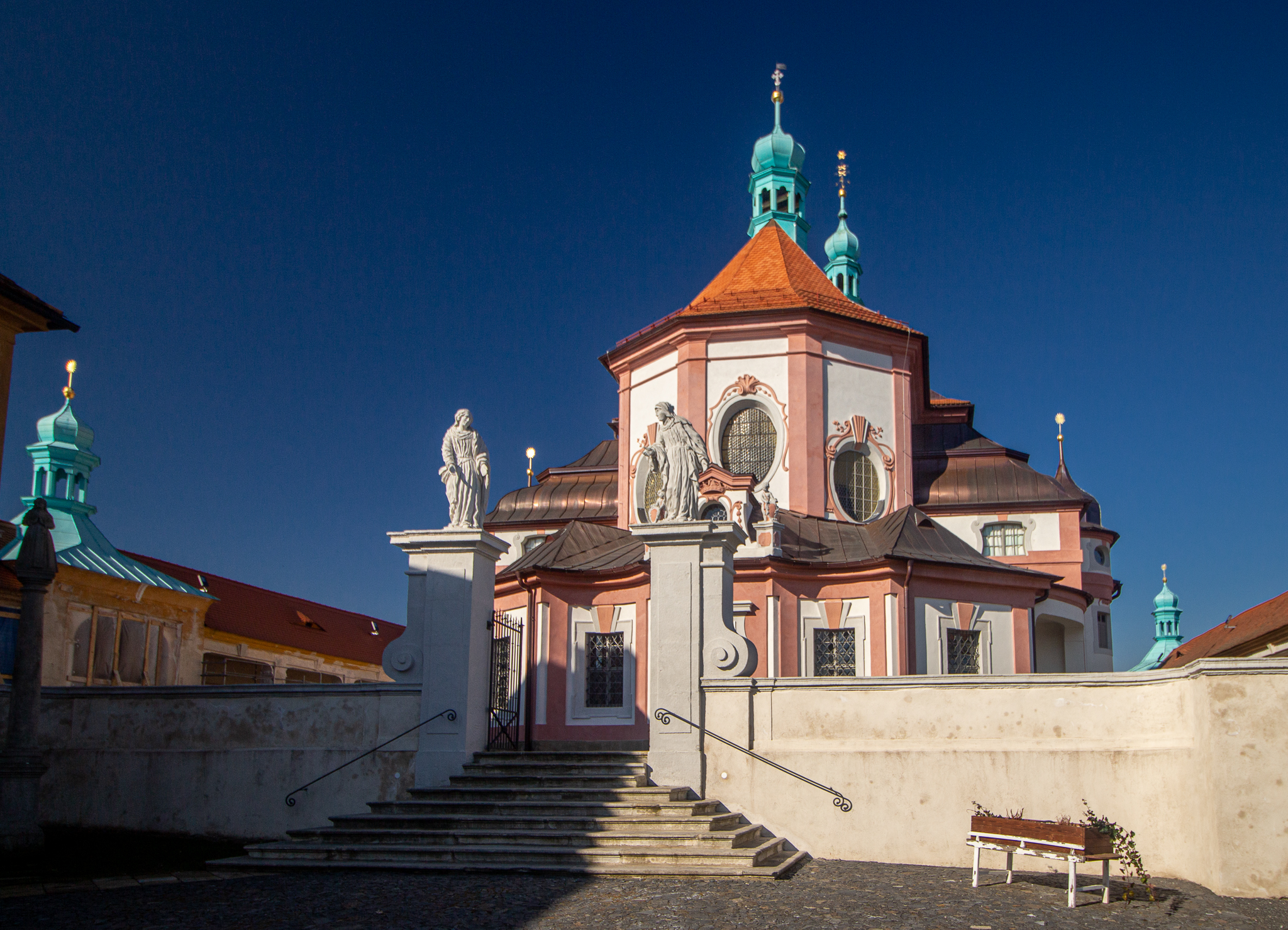
Poutní areál

Centrem farnosti je arciděkanský kostel Navštívení Panny Marie obklopený poutním areálem. Hornopolický kostel je diecézním poutním místem s tradicí sahající do roku 1523, kdy řeka Ploučnice vyvrhla na břeh 75 centimetrovou dřevěnou sošku Panny Marie, kterou pak místní obyvatelé odnesli do kostela. I na počátku 21. století se hlavní pouť v Horní Polici konala první neděli v červenci (svátek Navštívení Panny Marie podle kalendáře z období před II. vatikánským koncilem připadá na 2. července). Kromě toho se pravidelně konaly tzv. „malé poutě“ vždy první sobotu každého měsíce.

## Historie farnosti
Kostel v Horní Polici je prvně zmiňován v roce 1291 a patronát nad ním měli premonstráti z Doksan. Dnešní podoba kostela a přilehlých budov vznikla postupně v letech 1689–1725 pod patronátem sasko-lauenburského vévody Julia Františka a následně jeho dcery, toskánské velkovévodkyně Anny Marie Františky.
V roce 1723 byla farnost povýšena na arciděkanství a v roce 1736 bylo hornopolickým arciděkanům papežem Klementem XII. uděleno právo nosit pontifikálie "ad instar Abbatum".
Ve 2. polovině 20. století začaly být z Horní Police administrovány farnosti Jezvé a Žandov. Díky úsilí 15. arciděkana Josefa Stejskala byl i v období komunistické totality hornopolický poutní areál průběžně opravován. V lednu 2013 byla sloužena mše litoměřickým biskupem Janem Baxantem a slavnostní akce byla pojata jako dárek k 91. narozeninám Msgre. Josefa Stejskala.
Na konci roku 2015 byl poutní areál pro veřejnost uzavřen a začala obnova poutního areálu z operačního programu IROP pro programové období 2015-2020.
Ke dni 31. prosince 2024, na základě rozhodnutí litoměřického biskupa Stanislava Přibyla, do farnosti přibyly sloučením farnosti Jezvé a Žandov. Hornopolická farnost se tak stala nástupnickou farností těchto dvou zaniklých farností, které do té doby byly z Horní Police spravovány excurrendo.

### Duchovní správcové vedoucí farnost
Začátek působnosti jmenovaného v duchovní správě farnosti od:
- 1291 doksanští premonstráti (první zmínka o kostele je v listině z 23. června 1291)
- ?– 1358 Heřman (Herrmannus)
- 1359 Jakub (Jacobus)
- 1369 Matyáš (Mathias)
- Nicolaus
- 1424-1426 Jan z Děčína (Joannes z Děčína), zřejmě vypuzen nebo usmrcen husity
- 1573 Kryštof Kribitsch (Christophorus Kreibich)
- Michaël Leibhardt
- 1600 Ambrož Zigelius (Ambrosius Zigelius), † 13. 12. 1603
- 1603-1623 nebyl katolický duchovní
- 1623 Matěj (Matheus) Laetus (Frigkucg)
- 1625 Václav Augustin Hibelius (Wenceslaus August. Hibelius)
- 1638 Moysig
- 1641 Vilém Zwingmann (Guilelm. Zwingmann), O.Cist.
- 1642 Štefan Zubeo (Stephanus Zubeo)
- 1644 bez faráře
- 1650 Magistr Marti Fortunát Bohme (Martinus Fortunatus Böhme) SJ
- 1653 Maxmilián (Maxmilianus) Fogge
- 1655 Marzisius Titzinius ze Štětí
- 1659 Laureus Jessko, TJ
- 1670 Filisius (Filizius) Flickeschuch (Flickschuh)
- 1679 Václav Strohbach (Wencesl. Strobach)
- 1682 Michael Gabriel Jantsch (Michaël Gabriaël Jansch), n. 1655, † 19. 10. 1719 (pochován v hornopolickém kostele v prostoru pod velkým lustrem[6])
- 1719 Václav Kretschmer (Wenceslaus Kretschmer)
- 1723 Jan Jindřich Karl Möltzer (Ioannes Henricus Möltzer), n. Leipa – 1. infulovaný arciděkan)
- 1747 Augustin Václav Möltzer (Augustinus Wenceslaus Möltzner), n. Leipa – 2. infulovaný arciděkan
- 1757 Jan František Bautsch (Ioannes Franciscus Bautsch) – 3. infulovaný arciděkan
- 1764 Antonín Jan hrabě Deym ze Stříteže (Antonius Joannes comes Deym) – 4. infulovaný arciděkan
- 1775 Jan Kryštof Pitsch (Joannes Christophorus Pietsch) – 5. infulovaný arciděkan
- 1779 Wenzel Hocke (Wences. Hocke) n. 8. 1. 1732 Neostad, o. 1756, † 1. 3. 1808 – 6. infulovaný arciděkan
  - 1807-1817 Anton Renner, kaplan
- 1808 Ignác Jaksch (Ignat. Jacksch), n. 31. 1. 1754 Wartenberg. o. 20. 9. 1777, † 16. 4. 1824 – 7. infulovaný arciděkan
- 1825 František Hantschel (Franc. Hantschel), n. 19. 11. 1752 Dobern, o. 29. 9. 1776, † 18. 3. 1846 – 8. infulovaný arciděkan
- 1847 Ignác Meisner (Ign. Meissner), n. 30. 12. 1785 Zwickau, o. 24. 5. 1808, † 17. 9. 1864 – 9. infulovaný arciděkan
- 1865 archidec. vacat, admin. int. Christoph. Kachler
- 1865 František Josef Görner, n. 1. 1. 1809 Bleiswedel, o. 28. 9. 1832, † 24. 10. 1883 – 10. infulovaný arciděkan
- 1884 Kryštof Kachler (Christophorus Kachler), n. 6. 7. 1826 Plan., o. 25. 7. 1851, † 1. 4. 1897 – 11. infulovaný arciděkan
- 1897 Josef Maria Liebich, n. 15. 5 .1839 Reichstadt, o. 29. 7. 1863, † 22. 2. 1908 – 12. infulovaný arciděkan
- 1908 Václav Frind, n. 30. 7. 1868 Hainspach, o. 24. 5. 1891 – 13. infulovaný arciděkan
- 1. 6. 1933 Ludvík Gala, n. 5. 6. 1876 St. Crucis St. O. 8. 12. 1903, † 8. 5. 1957 – 14. infulovaný arciděkan
- 12. 8. 1953 archidec. vacat, admin. exc. František Polášek
- 22. 1. 1954 Josef Stejskal, † 26. 1. 2014 – 1954–1991 jako administrátor, od r. 1991 – 15. infulovaný arciděkan
- 27. 1. 2014 Stanislav Přibyl, CSsR, archidec. vacat, admin. exc. z Litoměřic, od 1. října 2016 z Prahy
- 10. 3. 2024 Radek Jurnečka, archidec. vacat, admin. exc. z Litoměřic[7]

Kromě kněží stojících v čele farnosti, působili ve farnosti v průběhu její historie i jiní kněží. Většinou pracovali jako farní vikáři, kaplani, katecheté, výpomocní duchovní aj.

### Kněží rodáci
- Anton Renner (1782–1838)

## Území farnosti
Do farnosti náleží území těchto obcí:
- Bělá (Biele)
- Dolní Police (Niederpolitz)
- Horní Police (něm. Politz)
- Jezvé (Neustadtl)
- Malý Šachov (něm. Klein Schokau)
- Novina (Neuland)
- Novosedlo (Neugrund)
- Podlesí (Waldek)
- Rabštejn (Rabenstein)
- Radeč u Horní Police (Schossendorf)
- Starý Šachov (něm. Alt-Schokau)
- Stoupno (Staupen)
- Valteřice u Žandova (Waltersdorf)
- Žandov (něm. Sandau)

## Římskokatolické sakrální stavby na území farnosti
| | Fotografie | Stavba                        | Místo        | Bohoslužby                      | Zeměpisné souřadnice             | Status                    | Číslo kulturní památky           |
| Kostel | Kostel     | Kostel                        | Kostel       | Kostel                          | Kostel                           | Kostel                    | Kostel                           |
| --- | ---------- | ----------------------------- | ------------ | ------------------------------- | -------------------------------- | ------------------------- | -------------------------------- |
| 1. |            | Kostel Navštívení Panny Marie | Horní Police | bližší informace o bohoslužbách | 50°42′14″ s. š., 14°24′4″ v. d.  | farní kostel poutní místo | 14207/5-2975 (Pk•MIS•Sez•Obr•WD) |
| 2. |            | Kostel sv. Vavřince           | Jezvé        | bližší informace o bohoslužbách | 50°41′56″ s. š., 14°25′53″ v. d. | filiální kostel           | 18009/5-3302 (Pk•MIS•Sez•Obr•WD) |
| 3. |            | Kostel sv. Bartoloměje        | Žandov       | bližší informace o bohoslužbách | 50°42′54″ s. š., 14°23′49″ v. d. | filiální kostel           | 18625/5-3460 (Pk•MIS•Sez•Obr•WD) |
| Zaniklé sakrální stavby |            |                               |              |                                 |                                  |                           |                                  |
| 4. |            | Kaple Stětí sv. Jana Křtitele | Radeč        | nelze sloužit                   | 50°43′8″ s. š., 14°26′6″ v. d.   | zbořená kaple             | —                                |
| Některé drobné sakrální stavby a pamětihodnosti lze dohledat zde v databázi Drobné sakrální památky Zaniklé sakrální stavby lze dohledat zde v databázi Poškozené a zničené kostely, kaple a synagogy v České republice |            |                               |              |                                 |                                  |                           |                                  |

Ve farnosti se mohou nacházet i další drobné sakrální stavby, místa římskokatolického kultu a pamětihodnosti, které neobsahuje tato tabulka.